# Le avventure di Bandar
Le avventure di Bandar (100万年地球の旅バンダーブック?, Hyaku ManNen Chikyu no tabi Bandaa Book, lett. "Il libro di Bandar, viaggio di un milione di anni") è il primo lungometraggio animato scritto e diretto da Osamu Tezuka.

## Trama
L'astronave passeggeri su cui stanno viaggiando il dottor Kudo e sua moglie viene fatta esplodere con una bomba, causando centinaia di vittime. Nell'astronave in fiamme, ormai condannata alla distruzione, i due, per salvare il figlio ancora neonato, lo mettono in una capsula di salvataggio che viene espulsa nello spazio. La capsula arriva fin sul pianeta Zobi dove il neonato viene rinvenuto dalla Regina che gli dà il nome di Bandar e lo adotta per farne il futuro re del pianeta. Crescendo però il ragazzo non può fare a meno di notare come egli sia molto diverso da tutti gli altri abitanti del pianeta, che grazie uno speciale anello, sono in grado di trasformarsi in animali. Macerato dal dubbio, il diciassettenne Bandar infine scopre che le sue vere origini sono terrestri, ragion per cui desidera tornare sul pianeta natale, nonostante l'amore della principessa Mimur e la terribile fama di cui gode la Terra presso la popolazione pacifica del pianeta Zobi.
Di lì a poco, il pianeta è attaccato da pirati spaziali di origine terrestre, capitanati da Black Jack, che rapisce Bandar e lo abbandona su un altro pianeta, ove Bandar, aiutato da una buffa (e un po' gelosa) creatura femminile di colore rosa in grado di mutare forma, riesce a sopravvivere a varie avventure tra cui uno scontro in un saloon cosmico in stile "western" col brutale robot Manganese, e a ridare la libertà a Marina, principessa del pianeta Sirio 8, prigioniera di una sorta di vampiro in un castello che ricorda quello del conte Dracula. Bandar finirà prigioniero dell'ambasciatore terrestre Dokudami, che vuole sposare la principessa per impadronirsi del pianeta, e conoscerà lo scienziato Sharlock, anch'egli imprigionato da Dokudami che si vuole impadronire dell'"essenza del terrore" da lui distillata. Bandar riuscirà a fuggire verso la Terra con Marina e la buffa creatura rosa, trasportato dal pirata Black Jack, che li salva da Dokudami e che, nonostante la pessima fama di cui gode, si dimostra molto protettivo nei loro confronti.
Con la macchina del tempo di Black Jack, Bandar capirà l'origine delle catastrofi che hanno caratterizzato la storia della Terra, capirà di essere figlio del dottor Kudo e scoprirà la causa della morte dei propri genitori, assassinati dal presidente Vidor, dittatore della Terra, perché oppositori della devastazione ecologica da lui perpetrata. Incontrerà, nel passato, se stesso neonato e i propri genitori. Non riuscirà a salvar loro la vita, ma verrà informato dell'esistenza di un fratello maggiore, scomparso perché rapito da Vidor.
Tornati nel tempo presente, Bandar e Black Jack (a proposito del quale, solo tardivamente, Bandar scoprirà essere suo fratello) s'impegneranno in una lotta all'ultimo sangue contro Vidor ed il terribile computer Vaxena, che domina il proprio padrone ed è in grado di uccidere chiunque gli si opponga. Nel finale, ricco di sorprese, avranno un ruolo sorprendente sia la principessa Marina sia l'amata Mimur.

## Produzione e distribuzione
L'opera nacque nel 1978 su richiesta della NTV la quale chiese alla casa di produzione di Osamu Tezuka, la Tezuka Productions, di realizzare un lungometraggio d'animazione da mandare in onda nell'ambito dello speciale televisivo 24 ore di TV, l'amore salverà la Terra (una sorta di maratona televisiva volta a raccogliere fondi per l'ambiente).
La prima trasmissione in Giappone avvenne il 27 agosto 1978 mentre in Italia il film arrivò nel 1980, quando venne trasmesso per la prima volta il giorno di Natale del 1980, per poi essere replicato qualche anno dopo. Il film è stato riproposto il 9 aprile 2012 dal canale tematico Sky Man-ga.